# Dramat współczesny (album)
Dramat Współczesny – czwarty album studyjny polskiej grupy muzycznej Kabanos. Jego premiera odbyła się 28 lutego 2014 roku. Płyta jest utrzymana w stylistyce metalu alternatywnego.
Album, podobnie jak poprzednie, jest wydawany przez zespół niezależnie, jednak dystrybucją po raz pierwszy zajęła się firma Jawi. Zdjęcia do okładki wykonał Adrian Mirgos.

## Lista utworów
1. „Kompost” – 4:30
2. „Melancholia” – 6:30
3. „Szarlatan” – 4:15
4. „Czary Mary” – 6:02
5. „Auta Aleksa” – 4:04
6. „Trupy” – 4:03
7. „Brzydota” – 4:15
8. „Na Chama” – 3:40
9. „Snob” – 3:19
10. „Amore Mio” – 4:16
11. „Serce” – 4:27
12. „Paznokcie” – 4:48

## Skład
- Zenek Kupatasa – śpiew
- Lodzia Pindol – gitara rytmiczna
- Mirek Łopata – gitara solowa
- Ildefons Walikogut – gitara basowa
- Witalis Witasroka – perkusja